# Anna Henderson
Anna Henderson (* 14. November 1998 in Hemel Hempstead) ist eine britische Radrennfahrerin.

## Sportliche Laufbahn
Anna Henderson begann ihre sportliche Laufbahn mit zwölf Jahren als Skiläuferin. 2015 nahm sie am Europäischen Olympischen Winter-Jugendfestival in Vorarlberg und Liechtenstein teil. Nach einer Verletzung im Jahr 2016 wechselte sie zum Radsport.
2018 gewann Henderson die National Road Circuit Championship, ein Rennen in Form eines Kriteriums. Im Straßenrennen der Elite belegte sie Rang neun. 2019 wurde sie britische U23-Straßenmeisterin und Vize-Meisterin der Elite und belegte Rang zwei in der Gesamtwertung von Tour de Belle Isle en Terre - Kreiz Breizh Elites Dames. Bei den Straßenradsport-Weltmeisterschaften 2019 in Yorkshire errang sie mit dem britischen Team Bronze in der Mixed-Staffel. 2021 gewann sie die Gesamtwertung der Tour de Belle Isle en Terre und wurde erstmals britische Meisterin in der Elite, und war im Einzelzeitfahren. In derselben Disziplin gewann sie die Silbermedaille bei den Commonwealth Games 2022 und den Straßenradsport-Europameisterschaften 2023. In diesen beiden Jahren nahm sie an der Tour de France Femmes teil.
Gegen Ende der Saison 2023 war Henderson als Dritte der Gesamtwertung der Simac Ladies Tour 2023 erstmals auf dem Podium eines WorldTour-Rennens. In der Vuelta 2024 brach sie sich bei einem Sturz das Schlüsselbein und fiel mehrere Wochen aus. Im Juni kam sie jedoch gestärkt zurück, erzielte mit dem zweiten Platz bei der Tour of Britain ihr zweites WorldTour-Podium und wurde zum zweiten Mal britische Meisterin im Einzelzeitfahren. Einen Monat später holte sie die Silbermedaille im olympischen Einzelzeitfahren in Paris.
Zur Saison 2025 verließ Hendersen das Team Visma-Lease a Bike und wurde Mitglied bei Lidl-Trek.

## Erfolge
2018
- Britische Meisterin - National Road Circuit

2019
- Britische U23-Meisterin - Straßenrennen
- Weltmeisterschaft - Mixed-Staffel (mit John Archibald, Daniel Bigham, Harry Tanfield, Lauren Dolan und Joscelin Lowden)

2021
- Gesamtwertung und zwei Etappen Tour de Belle Isle en Terre
- Britische Meisterin - Einzelzeitfahren

2022
- Prolog Festival Elsy Jacobs
- Bergwertung RideLondon Classique
- Commonwealth Games – Einzelzeitfahren

2023
- Europameisterschaften – Einzelzeitfahren

2024
- Britische Meisterin - Einzelzeitfahren
- Olympische Spiele – Einzelzeitfahren

2025
- eine Etappe Giro Donne